# 潘家堡镇
潘家堡镇，是中华人民共和国辽宁省沈阳市辽中区下辖的一个乡镇级行政单位。

## 行政区划
潘家堡镇下辖以下地区：
于家台村、蔡伯街村、张家村、南长岗子村、潘家堡村、邵家村、黄旗堡村和小黄旗堡村。